# Ruddigore

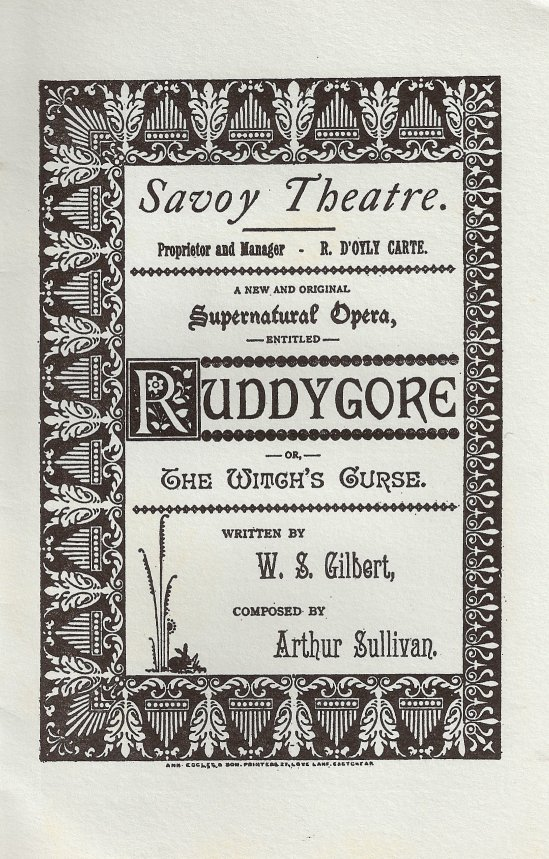
Program från originaluppsättningen innan titeln ändrads till Ruddigore

Ruddigore; or, The Witch's Curse, ursprungligen kallad Ruddygore, är en komisk operett i två akter med musik av Arthur Sullivan och libretto av W. S. Gilbert. Den är en av Savoy-operorna och den tionde av fjorton komiska operetter som Gilbert och Sullivan skrev tillsammans. Operetten hade premiär på Savoy Theatre i London den 22 januari 1887.
Premiären blev ingen omedelbar succé då kritiker och publik ansåg att Ruddygore (som den ursprungliga stavningen var) inte kunde mäta sig med föregångaren Mikadon.  Efter några ändringar, inklusive titelns stavning, spelades den 288 gånger. Verket blev lönsamt och recensionerna var inte helt igenom dåliga. Till exempel så prisade Illustrated London News både Gilberts och särskilt Sullivans insatser: "Sir Arthur Sullivan har föredömligt lyckats i att få fram uttryck av förfinad sentimentalitet och komisk humor. I den förra segrar respekten och melodiernas behagliga charm; medan i den senare doftar de mest groteska situationer av komik."
Det förekom ytterligare ändringar och strykningar, däribland en ny ouvertyr, när Rupert D'Oyly Carte satte upp Ruddigore på nytt efter Första världskriget. Trots att den aldrig blev en kassako förblev den på kompaniets repertoar fram till dess stängning 1982. En nypremiär vid 100-årsjubileet på Sadler's Wells i London återställde nästan operetten till urpremiärens version. År 2000 publicerade Oxford University Press en källkritisk upplaga av partitur och libretto redigerad av Sullivanforskaren David Russell Hulme. Denna version återställde verket så långt det var möjligt till det stadium i vilket upphovsmännen hade lämnat det och däri ingick ett betydande förord som förklarade många av ändringarna och bilagor med en del av den tidigare strukna musiken. Efter att upphovsrätten till Gilberts och Sullivans gått ut 1961 har flera regissörer experimenterat med att återställa några eller allt av det strukna materialet i 1920 års D'Oyly Carte-version.

## Bakgrund

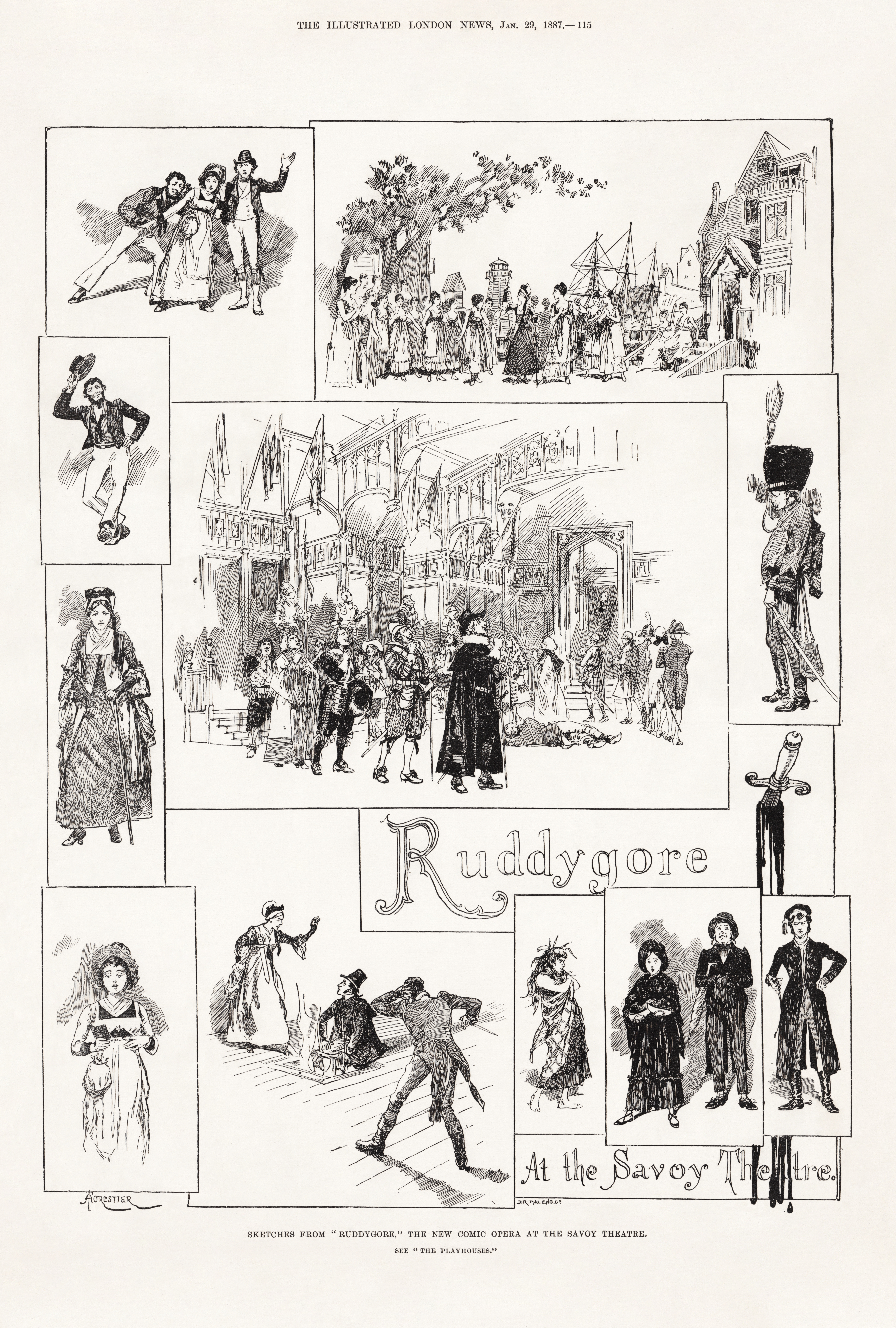
Amédée Forestiers illustration av scenerna från "Ruddygore" i The Illustrated London News, innan titeln ändrades.

Efter att Mikadon hade haft premiär 1885 ansträngde sig Gilbert att hitta ett ämne till nästa operett. Några av handlingens delar i Ruddigore hade redan introducerats av Gilbert i hans tidigare enaktare Ages Ago (1869), däribland berättelsen om den elake förfadern och påhittet med hur förfäderna stiger ner från sina porträtt. Heinrich Marschners opera Der Vampyr (1828) handlar om en Lord Ruthven som måste kidnappa och offra tre jungfrur eller dö. Ortsbor hävdade att anfäderna Murgatroyd i Ruddigore är byggda på familjen Murgatroyd från East Riddlesden Hall, West Yorkshire. Enligt författarna Sidney Dark och Rowland Grey hämtade även Gilbert en del delar till handlingen från sina tidiga dikter i Bab Ballads. Sången "I know a youth who loves a little maid" kan härledas tillbaka till Bab Ballad "The Modest Couple", i vilken de mycket blyga och propra Peter och Sarah förlovar sig men är oförmögna att skaka hand eller sitta bredvid varandra.  Sir Roderics sång i Akt II, "When the night wind howls", var hämtad från en av Gilberts publicerade verser i tidskriften Fun 1869:
Fair phantom, come! The moon's awake,

The owl hoots gaily from its brake,

The blithesome bat's a-wing.

Come, soar to yonder silent clouds;

The ether teems with peopled shrouds:

We’ll fly the lightsome spectre crowds,

Thou cloudy, clammy thing!
Operetten innehåller även parodiska element av melodramen, som var populär på Adelphi Theatre.  Där finns en självgod välmenande, fattig men ädel hjältinna; en skurk som rövar bort jungfrur; en förklädd hjälte och hans trogne gamle vasall som drömmer om forna, ärorika dagar; den förrädiske sjömannen som hävdar att han följer sitt hjärta; den vilda, galna flickan; den skrytsamma patriotismen; uppväckta spöken som försöker framtvinga en familjeförbannelse, och så vidare. Men Gilbert, i sin sedvanliga upp-och-nervända-värld, vrider på melodramens moraliska krav: Hjälten blir ond, skurken blir god och de dygdiga jungfrurna byter fästmän ideligen. Spöken väcks till liv, omintetgör förbannelsen och allt slutar lyckligt.
Sullivan var långsam med att tonsätta Ruddigore under hela 1886. Han hade åtagit sig ett intensivt arbetet med att dirigera och tonsätta kantaten The Golden Legend till "Leeds Music Festival" i oktober 1886. Turligt nog spelades Mikadon för fulla hus och Sullivan rådde Gilbert att försena uppsättningen av Ruddigore. I slutet av november satte han igång med arbetet och repetitionerna kunde börja i december. Under spökscenen i Akt II visade det sig att det skulle vara omöjligt för ensemblen att se Sullivans dirigentpinne då scenen var nersläckt för Förfädernas uppvaknande. En teknisk lösning löste problemet: Sullivan använde sig av en pinne av glas som innehöll en platinatråd som lyste svagt rött.
Operetten mötte en del kritik från publiken vid premiären den 22 januari 1887, och en kritiker undrade om librettot visade "tecken på författarens sinande krafter". Efter en kortare speltid än vanligtvis, förutom för Princess Ida, lades Ruddigore ner i november 1887 till förmån för en nypremiär av H.M.S. Pinafore. För att möjliggöra nypremiären av det senare stycket på Savoy fick de två sista föreställningarna av Ruddigore spelas på Kristallpalatset den 8 och 9 November. Den sattes inte upp mer under upphovsmännens levnad.

## Roller
Dödliga
- Sir Ruthven Murgatroyd Förklädd som Robin Oakapple, en ung bonde (komisk baryton)
- Richard Dauntless Hans fosterbror – En krigsman (tenor)
- Sir Despard Murgatroyd of Ruddigore, En elak Baronet (basbaryton eller baryton)
- Old Adam Goodheart Robins trogne tjänare (bas)
- Rose Maybud En mö från byn (sopran)
- Galna Margaret (mezzosopran)
- Dame Hannah Roses tant (kontraalt)
- Zorah Professionell brudtärna (sopran)
- Ruth Professionell brudtärna (talroll/kör)
- Kör av Professionella brudtärnor, bybor

Spöken
- Sir Rupert Murgatroyd Den förste Baroneten[15]
- Sir Jasper Murgatroyd Den 3:e Baroneten
- Sir Lionel Murgatroyd Den 6:e Baroneten
- Sir Conrad Murgatroyd Den 12:e Baroneten
- Sir Desmond Murgatroyd Den 16:e Baroneten
- Sir Gilbert Murgatroyd Den 18:e Baroneten
- Sir Mervyn Murgatroyd Den 20:e Baroneten
- Sir Roderic Murgatroyd Den 21:e Baroneten (basbaryton)
- Kör av anfäder

## Handling

### Akt I
I staden Rederring i Cornwall klagar en kör av professionella brudtärnor över att det inte har varit några bröllop de senaste sex månaderna. Alla lämpliga unga män hoppas få gifta sig med Rose Maybud, den vackraste flickan i byn, men de är alltför blyga för att närma sig henne. De desperata brudtärnorna ber Roses tant, Dame Hannah, överväga ett bröllop, men hon har svurit att för alltid vara ungmö. Många år tidigare hade hon varit förlovad med "en gudalik yngling" som visade sig vara Sir Roderic Murgatroyd, en av de onda baroneterna av Ruddigore. Först på bröllopsdagen upptäckte hon hans sanna jag.
Dame Hannah berättar för brudtärnorna om Ruddigores förbannelse. För hundratals år sedan hade den förste Baronet av Ruddigore, Sir Rupert Murgatroyd, jagat häxor. En av hans offer brändes på bål och förbannade alla kommande Baronets att begå ett brott om dagen eller förtvina i olidliga plågor. Sedan dess har alla Baronets av Ruddigore hamnat under förbannelse och dött av plågor då de inte längre kunnat förmå sig själva att fortsätta sitt brottsliga liv.

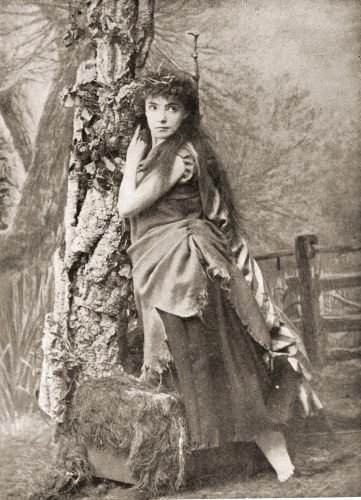
Jessie Bond som Margaret

Efter att de skrämda brudtärnorna gått ut hälsar Dame Hannah sin niece Rose och frågar om det finns någon ung man i byn som hon kan älska. Rose vars moral är hämtad från ett etikettbok, svarar att av alla män hon har mött är de antingen ohövliga eller blyga. Dame Hanna frågar särskilt om Robin Oakapple, en dygdig bonde, men Rose svarar att han är för blyg för att närma sig henne, och etiketten förbjuder henne att tala först. Robin kommer in och påstår sig vilja ha råd av Rose angående "en vän" som är förälskad. Rose säger att även hon har en sådan vän, men Robin är för blyg för att fatta hinten. Roses förkärlek för etikett hindrar att hon tar första steget och de två skiljs åt. 
Gamle Adam, Robins trogne tjänare, anländer och tilltalar Robin som Sir Ruthven (uttalas "Rivven") Murgatroyd. Robin avslöjar att han verkligen är Sir Ruthven men flydde från sitt hem tjugo år tidigare för att slippa ärva Ruddigores adelskap och dess förbannelse. Han ber Adam att aldrig avslöja hans rätta identitet. Nu anländer Robins fosterbror Richard Dauntless efter tio år till sjöss. Robin säger att han är rädd för att bekänna sin kärlek till Rose, och Richard erbjuder sig att tala med henne. När Richard möter Rose blir han förälskad själv och friar omedelbart. Efter att ha rådfrågat etikettboken accepterar Rose. När Robin får reda på vad som har hänt tar han upp fosterbroderns många brister genom en räcka av missvisande komplimanger. När Rose inser sitt misstag bryter hon förlovningen med Richard och tar Robin i stället.
Galna Margaret kommer in, ovårdad och förryckt. Hon blev galen genom sin kärlek till Sir Despard Murgatroyd, den "Onde Baronet." Hon letar avundsjukt efter Rose Maybud efter att ha hört att Sir Despard ämnar föra bort Rose såsom ett av hans dagliga "brott". Rose lugnar henne att hon inte behöver frukta något eftersom hon är förlovad med en annan. De går ut och missar precis Sir Despard och hans kamrater som kommit för att uppvakta byns flickor. Sir Despard säger att även om han är tvingad att begå ett fruktansvärt brott varje dag så gör han det tidigt och ägnar resten av dagen åt goda ting. Richard närmar sig honom och avslöjar att Despards äldre bror Ruthven är vid livet, kallar sig Robin Oakapple och ämnar gifta sig med Rose senare samma dag. Den upprymde Despard förklarar sig fri från förbannelsen då han nu kan överföra baronetvärdigheten till sin broder.
Hela byn samlas för att fira bröllopet mellan Rose och Robin. Sir Despard avbryter och avslöjar att Robin är hans äldre broder och måste acceptera sin rättmätiga titel som den Onde Baroneten. Rose blir förskräckt av Robins rätta identitet och beslutar sig för att äkta Despard - som ger henne korgen: nu när han är fri från förbannelsen återupptar han bekantskapen med sin gamla flamma och fästmö Galna Margaret, som är extatisk. Rose får ta Richard, då han "är den ende som är kvar". Robin ger sig av för att iföra sig rollen som Sir Ruthven Murgatroyd.

### Akt II
På Ruddigore Castle försöker Robin (numera Sir Ruthven) komma till stånd med att bli en ond baronet, en uppgift som han visar sig vara särdeles dålig för. Gamle Adam föreslår olika elaka brott, men Robin föredrar mindre dåd som inte är kriminella, utan "bara elaka". Richard och Rose kommer in för att be om Robins välsignelse att gifta sig, vilket han misslynt ger.
Robins veka brott stör hans förfäders spöken från deras vanliga vanliga hemsökelse i slottets porträttgalleri. Förbannelsen kräver att de ser till att deras efterträdare begår ett brott varje dag och plåga dem till döds om de misslyckas. De blir inte glada när de får reda på att den nya baronetens brott spänner från pinsamt (ifyllande av en falk inkomstdeklaration: "Inget alls". Spökena säger: "Alla gör det. Det förväntas av dig.") till löjeväckande (förfalskning av sitt eget testamente och göra sin ofödde son arvslös). Robins farbror, Sir Roderic Murgatroyd, beordrar honom att "röva bort en dam" samma dag eller gå under i fruktansvärda plågor. Efter att spökena har visat honom några exempel på vilka plågor som väntar honom går Robin motvilligt med på det. Han säger till Adam att gå till byn och föra bort en dam: "Vem som helst!"
Despard har sonat sina tio år av elaka brott och är gift med Galna Margaret. De två lever nu ett stilla, lidelsefritt liv. De kommer till slottet och ber Robin att avsäga sig sitt brottsliga liv. När Robin försäkrar dem att han ännu inte har begått något brott påminner de honom att han är moraliskt ansvarig för alla brott som Despard har gjort. När Robin inser vidden av sin skuld beslutar han sig för att trotsa sin förfäder.
Under tiden har Adam utfört Robins order men har olyckligt valt att föra bort Dame Hannah. Hon är inte god att tas med och Robin ropar på farbroderns beskydd. Sir Roderic uppenbarar sig och känner igen sin forna kärlek. Han blir arg över att hans gamla fästmö har rövats bort och skickar iväg Robin. När de blir ensamma njuter han och Dame Hannah en kort stunds förening. Robin avbryter dem åtföljda av Rose, Richard och brudtärnorna. Han säger att enligt förbannelsens lagar kan en Baronet dö endast om han vägrar utföra dagens brott. Att vägra är därför "liktydigt med självmord", men självmord är i sig själv ett brott. Därför resonerar han att hans föregångare "aldrig hade behövt dö alls."* Roderic håller med om logiken och konstaterar att han är "praktiskt taget" levande.
Nu när Robin är fri från förbannelsen lämnar Rose åter Richard och återupptar lyckligt sin förlovning med Robin. Roderic och Dame Hannah omfamnar varandra medan Richard bestämmer sig för den första brudtärnan Zorah.
- Not: I originalslutet återvänder alla spöken till livet. I det reviderade slut som Gilbert gjorde efter premiären blir endast Sir Roderic levande igen.

## Musiknummer
- I originalouvertyren (arrangerad av Hamilton Clarke,[17] ingår "I once was as meek", "Oh, why am I moody and sad?", "Welcome, gentry", "The battle's roar is over" och "When a man has been a naughty Baronet")
- Reviderad ouvertyr (arrangerad av Geoffrey Toye, 1920; inkluderar "I once was as meek", "When the night wind howls", "I know a youth", "My eyes are fully open", "I shipped, d'ye see" och Hornpipe)

Akt I

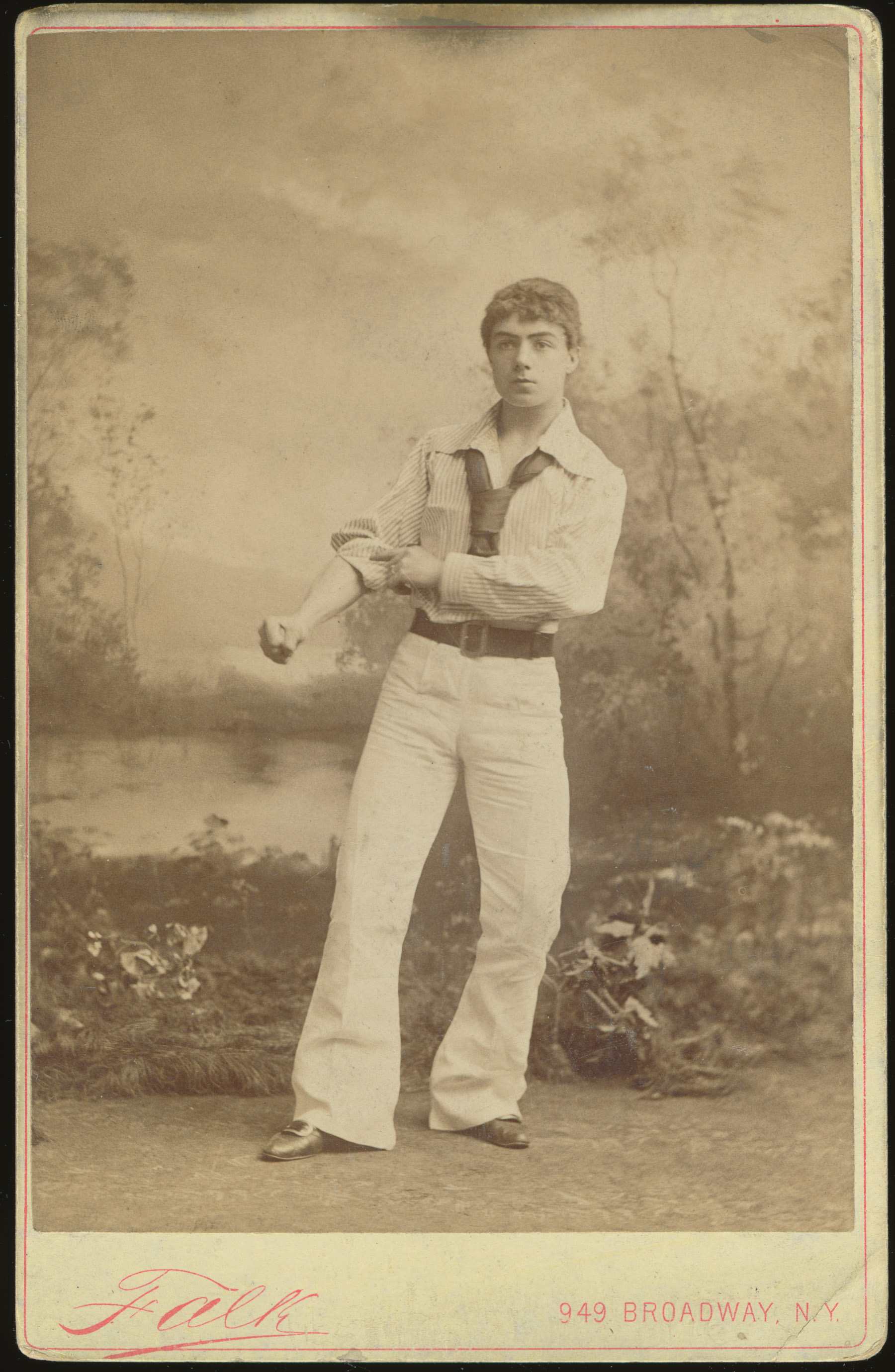
Courtice Pounds som Richard i originaluppsättningen i New York (1887)

- 1. "Fair is Rose" (Kör av brudtärnor)[18]
- 2. "Sir Rupert Murgatroyd" (Hannah och kör)
- 3. "If somebody there chanced to be" (Rose)
- 4. "I know a youth" (Rose och Robin)
- 5. "From the briny sea" (Kör av brudtärnor)
- 6. "I shipp'd, d'ye see, in a revenue sloop" (Richard och kör)
- 6a. Hornpipe
- 7. "My boy, you may take it from me" (Robin och Richard)
- 8. "The battle's roar is over" (Rose och Richard)
- 9. "If well his suit has sped" (Kör av brudtärnor)
- 10. "In sailing o'er life's ocean wide" (Rose, Richard och Robin)
- 11. "Cheerily carols the lark" (Margaret)
- 12. "Welcome, gentry" (Dubbelkör)
- 13. "Oh, why am I moody and sad?" (Sir Despard och kör)
- 14. "You understand?  I think I do" (Richard och Sir Despard)
- 15. Final Akt I
  - "Hail the bride of seventeen summers" (Ensemble)
  - Madrigal, "When the buds are blossoming" (Ensemble)
  - "When I'm a bad Bart, I will tell taradiddles!" (Robin och kör)
  - "Oh, happy the lily" (Ensemble)

Akt II
- 16. "I once was as meek" (Sir Ruthven och Adam)
- 17. "Happily coupled are we" (Rose och Richard)
- 18. "In bygone days" (Rose och kör av brudtärnor)
- 19. "Painted emblems of a race" (Sir Ruthven, Sir Roderic och kör av förfäder)
- 20. "When the night wind howls" (Sir Roderic och kör)
- 21. "He yields, he yields" (Kör)
- 22. (original) "Away, remorse!" ... "For thirty-five years I've been sober and wary" (Robin)
- 22. (ersatt) "Away, remorse!" ... "Henceforth all the crimes" (Robin) (Original sången ersattes efter en veckas speltid. För historik av detta nummer, se Versioner.)
- 23. "I once was a very abandoned person" (Margaret och Despard)
- 24. "My eyes are fully open" (Margaret, Sir Ruthven och Despard)
- 25. "Melodrame"
- 26. "There grew a little flower" (Hannah med Sir Roderic)
- 27. Finale Act II (Ensemble)
  - "When a man has been a naughty baronet"
  - "For happy the lily" (reprise) (Ensemble) (Se Versioner).[19]

## Premiär och mottagande
Premiären var inte lika framgångsrik som de andra Savoyoperorna vilket berodde på kontroversen med titeln, återuppväckandet av spökena och invändningar mot handling och musik. Enligt St James's Gazette: "Den första akten togs emot väl av publiken. Nummer efter nummer fick tas om, och varje tokroligt utfall i dialogen mottogs med rop av uppskattande munterhet." Mellanakten var lång (en halvtimme) då det utsmyckade porträttgalleriet behövdes sättas upp, men D'Oyly Carte hade förväntat sig det. När Lord Randolph Churchill blev synlig i publiken hälsades han av vänliga tillmälen, men någon ropade högt "Ingen politik!" och allt blev stilla. Den andra akten gick emellertid dåligt. Den 23 januari 1887 stod rubriken "Deras första fullständiga fiasko" i The New York Times och vidare: "När ridån slutligen gick ner förekom det burop - första gången det hade hörts i Savoy Theatre. Publiken gav röst åt sina känslor och det förekom rop och skrik som: 'Bort med skräpet!' 'Ge oss Mikadon!'"

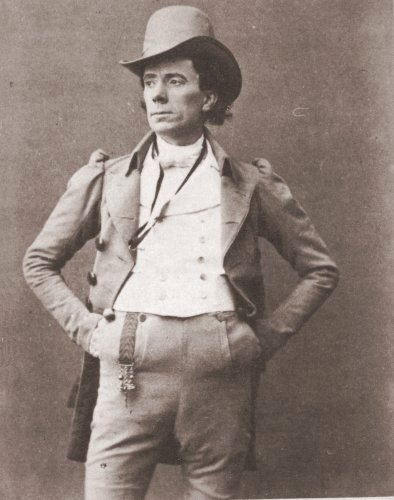
George Grossmith as Robin Oakapple

Föreställningen försvårades av att Leonora Braham, som spelade Rose Maybud, var ledig och av George Grossmiths sedvanligt dåliga premiärnerver. En vecka senare föll han olyckligt illa och fick ersättas av Henry Lytton under nästan tre veckor. Sullivan noterade i sin dagbok: "Uppsättning av Ruddigore  [sic] på Savoy. Stor entusiasm fram till de sista 20 minuterna, varpå publiken visade sitt missnöje."

### Kritiskt mottagande
På premiärdagen varnade The New York Times, vars korrespondent hade närvarat vid generalrepetitionen dagen innan: "Musiken når inte upp till Sir Arthur Sullivans standard. På det hela är det väldigt alldagligt ... Gilberts dialog i första akten är roande här och där, men i andra akten är den långsam och tråkig." Pressen i allmänhet höll med Savoypubliken om att andra akten var underlägsen den första.  The Times ansåg att "komiken som sprudlar fram i första akten torkar totalt ut i andra, vilken är lång och tråkig, och slutar i ett antiklimax av fantasilöshet." The Times hyllade både librettot och musiken i första akten ("Allting sprakar av Mr Gilberts humor och av Sir Arthur Sullivans behagfulla melodier... man står nästan handfallen inför vad man ska välja för citat utifrån ett bryderi av humoristisk rikedom.") men rangordnade partituret som "medelmåttigt och inte på samma nivå som The Sorcerer men bättre än Princess Ida." Tidskriften Punch ansåg också att andra akten var svag: "Idén med burlesk är roligt till en början, men inte hela vägen".  Tidningen Pall Mall Gazette tyckte att librettot var "lika roligt och fantasirikt som vilket annat i serien" även om "senare delen av sista akten segade en aning." The New York Times rapporterade att "den andra [akten] föll platt till marken från start och var ett dystert och tröttsamt fiasko."  Enligt St. James's Gazette "bleknade entusiasmen bort och intresset för historien började dö ut ända till handlingen verkade kollapsa ihop fullständigt."

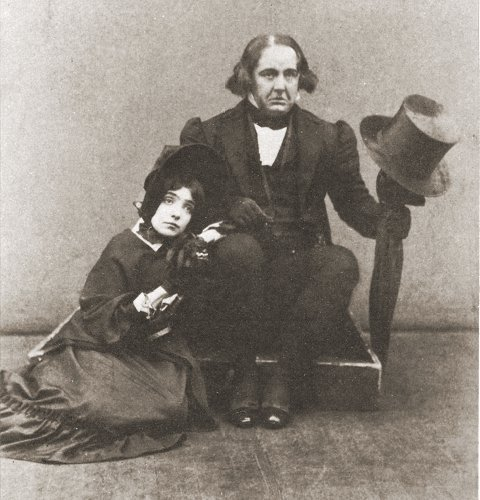
Jessie Bond och Rutland Barrington: Margaret avslöjar en av sina "udda tankar" för Despard.

Tidningen The Era kommenterade: "på det hela är libretto väldigt svagt och lösligt konstruerat." Tidskriften Fun frågade: "Kan det vara så att vi har att göra med en tråkig pjäs från tidens mest klyftigaste och mest originella humorist? Ack! Så kan det vara - så är det." Enligt Pall Mall Budget så "verkade skådespelarna vara nervösa från början. Miss Braham glömde sina repliker och hade problem med rösten. Mr. (George) Grossmith befann sig i samma dilemma".  The Times kritiserade också Braham med orden att hon "agerade ytterst charmant, men sjöng ideligen falskt". Iscensättningen kritiserades också. The Times skrev att "Spökscenen ... som man hade förväntat sig mycket av efter förhandsnotiser och tips från inblandade, var en mycket lam uppenbarelse." The Era ansåg att Sullivans musik var "långt ifrån fräsch och spontan som en den brukade".
Inte alla tidningar var uteslutande kritiska. The Sunday Express krönte sin recension med orden "Ytterligare en strålande succé. The Sunday Times höll med och konstaterade att verket "mottogs med varje bevis på glädje av en distingerad och representativ publik." The Observer hyllade också stycket, men med förbihållet att den "saknade något av den bestående briljansen" i Mikadon. The Daily News applåderade Sullivans påhitt att dirigera med en pinne av glas som lystes upp. Sullivan dirigerade som vanligt varje premiärföreställning. Forskaren Reginald Allen påstår att recensionerna i söndagstidningarna kan ha varit bättre än de andra på grund av att kritikerna, som hade en deadline att tänka på (premiären ägde rum på lördagskvällen och slutade sent på grund av den långa mellanaktspausen), inte stannade kvar till slutet.  Efter att ha avfärdat librettot skrev Fun om musiken: "Sir Arthur har överträffat sig själv". The Pall Mall Gazette prisade dess "charmerande melodier, friska och behagfulla som alltid"; The Daily News skrev att "Mr Gilbert behåller sin unika enkelhet för humoristisk satir och tossigheter" och prisade Sullivans "melodiska genialitet vilken aldrig sviker". Lloyd's Weekly Newspaper sa: "Sir Arthur Sullivan måste gratuleras."

### Senare recensioner och mottagande

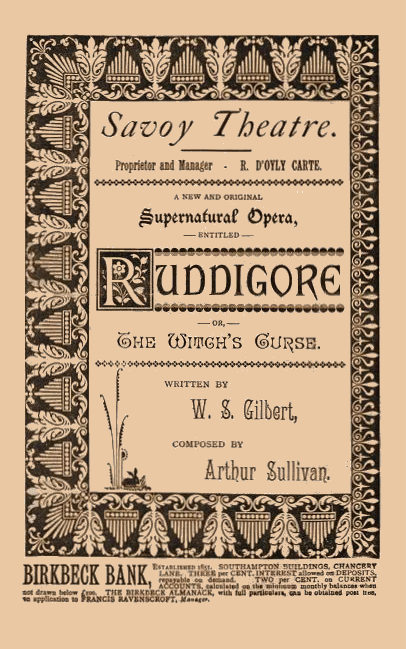
Program till originaluppsättningen efter ändringen av titeln från Ruddygore

Senare recensioner, efter att Gilbert och Sullivan hade döpt om verket och gjort andra förändringar, var i allmänhet mer vänliga. En vecka efter premiären hyllade Illustrated London News verket, skådespelarna, Gilbert och i synnerhet Sullivan: "Sir Arthur Sullivan har i högsta grad lyckats med uttrycket av förfinad känslosamhet och komisk humor. I det förra med respekt, det råder en charm av eleganta melodier; medan i det senare doftar musiken av de mest groteska situationer utav humor." Den 1 februar 1887 skrev The Theatre: "Det råder ingen tvivel om att herrar Gilbert och Sullivans senaste verk återigen har tillfört Savoyledningen ytterligare glimrande och lönande framgångar med sin företagsamhet, intelligens och goda smak." En vecka senare antog The Academy att Ruddygore (som den fortfarande kallades i pressen) förmodligen inte var lika bra som Patience eller Mikadon, inte heller lika "fräsch" som H.M.S. Pinafore, men "den är bättre än ... Princess Ida, The Pirates of Penzance, och Iolanthe". The Musical Times kallade verket för "en av de mest briljanta exemplen på den samhöriga konstform som herrar Gilbert och Sullivan har uppfunnit" och påstod även att Sullivan hade "skrivit något av sina mest fräscha och behagfulla melodier." Men enligt The Manchester Guardian, som recenserade premiären i Manchester i mars 1887: "Svagheten i hans centrala idé har lett Mr Gilbert in i extravagans utan humor och till parodi utan mening."
Den 5 februari 1887 rapporterade The New York Times om ändringen till Ruddigore. "Som en konsekvens av kritiken har andra akten ändrats. Porträtten, förutom ett av dem, stiger inte längre ner ur sina ramar. Salongerna är fullsatta, såsom de alltid är i London, men den allenarådande uppfattningen är att stycket kommer bli ett värre fiasko i provinserna och Amerika än Iolanthe." I ett brev till The New York Times som publicerades den 18 februari förnekade Richard D'Oyly Carte att stycket var ett fiasko och hänvisade till biljettförsäljningen som låg på samma nivå som för Mikdaon, trots frånvaron av den sjuke Grossmith, som nu var på bättringsvägen. Han medgav att det hade förekommit "enstaka visslingar" på premiärkvällen då några av publiken inte gillade spökenas framträdande eller referensen till "Supreme Court" (enligt D'Oyly Carte missförstått för "Supreme Being") men försäkrade att båda klagomålen hade tillgodosetts genom borttagandet av kränkande material, och att publikens reaktioner för övrigt hade varit entusiastiska. Han tillade: "Teatern är fullsmockad nattetid."
De amerikanska uppsättningarna möttes av ett blandat mottagande. Efterfrågan på biljetter till premiären var så stor att ledningen för Fifth Avenue Theatre sålde dem på auktion. En "stor och strålande" publik samlades för premiären i New York den 21 februari 1887. "Efter första hälften av akt I uppstod ett minskat intresse från publikens sida och det måste medges att det förekom stunder under kvällens gång då folk var uttråkade." Samtidigt som kritikern prisade många av sångarna och ansåg att uppsättningen skulle förbättras väl ensemblen hade blivit mer förtrogen med verket, slutade recensenten med att "Gilbert och Sullivan har misslyckats." Men å andra sidan möttes amerikaturnén, som startade i Philadelphia sex dagar senare, av mer positivt inställda publikreaktioner. "Operetten är en stor framgång här och att det rör sig om en möjlig "Mikadon" i popularitet råder inget tvivel... Den allmänna slutsatsen är att Sullivan aldrig har komponerat mer strålande musik, medan Gilberts hårda satir och skarpa humor är lika briljant som någonsin." Under sommaren 1886 gifte sig Brahma i hemlighet med J. Duncan Young, tidigare kompaniets ledande tenor. I början av 1887, efter att Ruddigore hade spelats en kort tid, informerade Braham Carte att hon var gravid med sitt andra barn, en dotter, som skulle födas den 6 maj. Geraldine Ulmar, Rose i New York-uppsättningen, kallades till London för att överta rollen.
Gilbert rankade Ruddigore, vid sidan av The Yeomen of the Guard och Utopia, Limited, som en av hans tre favorit Savoyoperor. Senare bedömningar har funnit mer av värde i stycket. Efter att D'Oyly Carte Opera company satte upp den på nytt 1920 har verket förblivit i deras regelbundna repertoar, och den har vanligtvis fått en plats i repertoaren hos andra teatersällskap som uppför verk av Gilbert och Sullivan. 1920 skrev Samuel Langford i The Manchester Guardian att "den hårda anspänningen är det sanna elementet hos Gilbert" men "operetten har riklig charm bland sina mer förlåtande kvaliteter". 1934 rankade Hesketh Pearson librettot som ett av Gilberts bästa. I en recension från 1937 i The Manchester Guardian stod det:  
Det är obegripligt att Ruddigore någonsin skulle ha ansetts som mindre tilltalande än de andra komiska operetterna i Savoyserien. Librettot visar Gilbert från sin mest fyndiga sida och i musiken hör vi inte bara Sullivan på sitt mest melodiösa sätt utan även en mästare på mer subtila rytmer än han vanligtvis frambringar. För övrigt är parodin sådan att alla kan njuta av den till fullo, ty här är satiren inte riktad mot ett kotteri, inte heller mot den eller den estetiska rörelsen, utan mot absurditeter inom den melodramatiska traditionen vilken nästa är lika gammal som scenen själv.
1984 rankade Arthur Jacobs Ruddigore "Ett av Gilberts mer svaga libretto. Den ansågs (särskilt efter uppfinningsrikedomen i Mikadon) uppenbart förlita sig på uppfräschade idéer."

## Analys av musik och text

### Musikaliskt innehåll
Sullivanforskaren Gervase Hughes karaktäriserade Sir Roderics sång "When the night wind howls" som "utan tvivel det finaste stycke beskrivande musik som Sullivan någonsin komponerade, värdig en plats bredvid Franz Schuberts Erlkönig, Richard Wagners ouvertyr till Den flygande holländaren, och gott och väl bättre än Camille Saint-Saëns Danse macabre, varav alla är tonmålningar i liknande färgskala. Även om sångtexten inte visar orkesterns osedvanliga briljans så demonstrerar den Sullivans säkra hantverk när musiken i cirka tolv takter går från d-moll till Ass-Dur och tillbaka igen, och den skakande inverkan som körens fortissimo gör vid en avbruten kadens vid ackordet B-Dur. Den efterföljande musiken verkar ovanlig, men om vi studerar den noga så inser vi att Sullivan här inte trevar sig fram på okänd mark. Snarare kan vi i dessa få takter upptäcka en uppenbarelse av hans mogna harmonikälla."

## Versioner

### Ändringar under första speltiden
Efter det ogynnsamma mottagandet som operetten fick efter premiären gjorde Gilbert och Sullivan flera stora strykningar och ändringar: Sullivan noterade i sin dagbok:
- [23 januari 1887]: Gilbert och Carte kom. Rådslag. Bestämdes om flera ändringar och strykningar.
- [24 januari]: Ändringar gjorde i finalen [akt 2]: spökena inte återförda till livet.
- [25 januari]: Lång repetition för strykningar och ändringar (utan bandet).
- [30 januari] Skrev och orkestrerade ny sång (akt två) till Grossmith.
- [31 januari]: Upptagen hela dagen. Gick till amerikanska konsulatet för att skriva under kontrakt för amerikanska "Ruddygore". Slutförde musiken till nya finalen

Gilbert och Sullivan gjorde följande ändringar:
- Den första titeln Ruddygore ändrades: då det höjdes röster emot att "ruddy" vare för likt det då tabuartade svärordet "bloody", det ändrades snart till Ruddigore.[56]  Gilberts svar på påståendet att det var samma sak var: "Inte alls, ty det borde innebära att om jag sade att jag beundrade din rödblommiga uppsyn [ruddy countenance], vilket jag gör, skulle jag säga att jag gillade din jäkla fräckhet [bloody cheek], vilket jag inte gör."[57]
- "I once was as meek" (Nr 16) hade ursprungligen två verser. I den strukna andra versen säger Robins tjänare att han har ändrat sitt namn från Adam Goodheart till Gideon Crawle eftersom han nu är en "bad Bart's steward."  Gamle Adam är därefter refererad till som "Gideon Crawle" eller "Gideon" för återstoden av akt II. Efter strykningen förblev han Gamle Adam, förutom i ett missvisande fall ("Gideon Crawle, it won't do!") vilken stod kvar i många libretton långt in på 1900-talet.
- "In bygone days" (Nr 18) kortades ner från två till en vers.
- "Painted emblems of a race" (Nr 19) hade ursprungligen två extrapassager, inklusive en Spökmarsch efter att de har stigit ur sina ramar, vilka båda ströks. (Denna förändring kan har inträffat före premiären.)[17] The dialogue between Robin and the ghosts afterwards was also shortened.
- Sången efter recitativet "Away, remorse!" (Nr 21a) ändrads från "For thirty-five years I've been sober and wary" till "Henceforth all the crimes that I find in the Times". Ändringen av sången förorsakades av ett brev från Gilbert till Sullivan daterad 23 januari 1887: "Jag kan inte låta bli att tro att andra akten skulle förbättras ifall recitationen före Grossmiths sång togs bort och sången gjordes om till en air - nästan passionerat, skulle strömmen svepa bort honom från scenen i slutet. Efter en lång och högtidlig spökscen tänker jag mig att en lachrymosa-sång är otänkbar".[58]
- Despards och Margarets (i Nr 22) anställningsplats ändrades från "en söndagsskola" till "en statlig skola."
- Dialogscenen mellan Robin, Despard och Margaret före trion (Nr 23) kortades ner.
- Dialogscenen före "There grew a little flower" (Nr 25) kortades ner avsevärt; den första versionen som utforskar den galna idén att om Sir Roderic och Dame Hannah var gifta skulle hennes make vara ett spöke och hon skulle därför vara både hustru och änka på samma gång (detta koncept återanvändes i The Grand Duke). Roderic dök ursprungligen upp ur en lönndörr i golvet, där röda flammor kunde ses omsluta honom. Detta ändrades till en entré genom en tavelram.
- Det andra återupplivandet av spökena slopades, med endast Roderic som blev levande. Detta krävde att "chorus of Bucks and Blades" från akt I dök upp på slottet i slutet av akt II för att erbjuda en fyrstämmig kör till finalen.
- Finalen reviderades och utökades och slutade med en omarbetning av "Oh happy the lily" snarare än en direkt repris av densamma.[17]

Klaverutdraget publicerades i mars 1887 och utgjorde den reviderade versionen av texten. En inspelning från 1987 med "New Sadler's Wells Opera" återställde mycket av det det material som överlevde premiärföreställningen, inklusive "For thirty-five years I've been sober and wary", liksom den extra musiken till spökscenen. Inspelningen och uppsättningen ledde till utgivningen av partituret 2000 av Oxford University Press, i vilken musik till vissa delar publicerades för första gången.